# Annie Ross (ingénieure)
Annie Ross est une ingénieure et chercheuse canadienne.

## Biographie

### Jeunesse et formation
Annie Ross a obtenu un baccalauréat en génie mécanique de l'Université de Moncton, puis une maîtrise en sciences appliquées et un doctorat en génie mécanique de Polytechnique Montréal. En 1989, à 22 ans, elle était étudiante à Polytechnique, mais n'était pas présente sur les lieux lors des événements tragiques du féminicide du 6 décembre 1989. Plusieurs de ses amies étaient parmi les victimes. Ces événements très difficiles ont malgré tout consolidé sa volonté de devenir ingénieure.

### Carrière
Annie Ross a travaillé pour SPAR Aérospatiale en tant qu'ingénieure de conception mécanique, où elle a pu participer au développement de la charge utile de Radarsat, un satellite canadien. Elle a aussi travaillé chez Systèmes Paramax Canada et s'est occupée des projets de développement de simulateur de vol et de radar pour les hélicoptères NSA/NSH de l'armée canadienne.
Depuis 2003, Annie Ross est professeure à Polytechnique Montréal où elle enseigne la dynamique, les vibrations et l'acoustique. De 2011 à 2016, elle a été directrice adjointe du Département de génie mécanique . En 2018, Annie Ross a été nommée directrice associée à la Direction de la formation et de la recherche de Polytechnique Montréal, pour un mandat de quatre ans. En 2021, elle devient directrice adjointe à la recherche et l'innovation.
En 2009, elle devient titulaire de la Chaire Marianne-Mareschal ainsi que directrice au conseil d'administration de l'AFFESTIM (Association de la francophonie à propos des femmes en sciences, technologies, ingénierie et mathématiques).
En 2019, elle dirige la Chaire industrielle Safran de traitements acoustiques passifs plurifonctionnels pour structures composites de turboréacteurs (TAPPIS).
Annie Ross s'implique régulièrement dans la communauté scientifique, notamment auprès des jeunes générations. Elle a coordonné et participé à de nombreux projets et activités, comme le Club des filles en sciences et génie, l'activité Future Ingénieure?, ainsi que le projet MAGNIFiScience. Elle marraine aussi chaque année des étudiantes en génie. En 2023, elle a été ambassadrice du programme "Next Generation of Women in Aerospace" du groupe "Women in Aerospace" Canada .
Annie Ross s'est impliquée dans un groupe de travail sur les femmes et la diversité en génie de l'Ordre des ingénieurs du Québec. En 2021, elle représente l'Amérique du Nord au consortium de onze universités francophones prêtes à travailler ensemble pour promouvoir l’égalité entre les sexes de l'Agence universitaire de la Francophonie (AUF).

### Contributions scientifiques
La recherche d'Annie Ross est principalement axée sur le contrôle passif du sons et des vibrations, notamment dans les industries aéronautique, nucléaire et des véhicules hors route.